# Capistra montana
Capistra montana är en insektsart som först beskrevs av Ronald Gordon Fennah 1947.  Capistra montana ingår i släktet Capistra och familjen Flatidae. Inga underarter finns listade i Catalogue of Life.